# Avión presidencial ruso

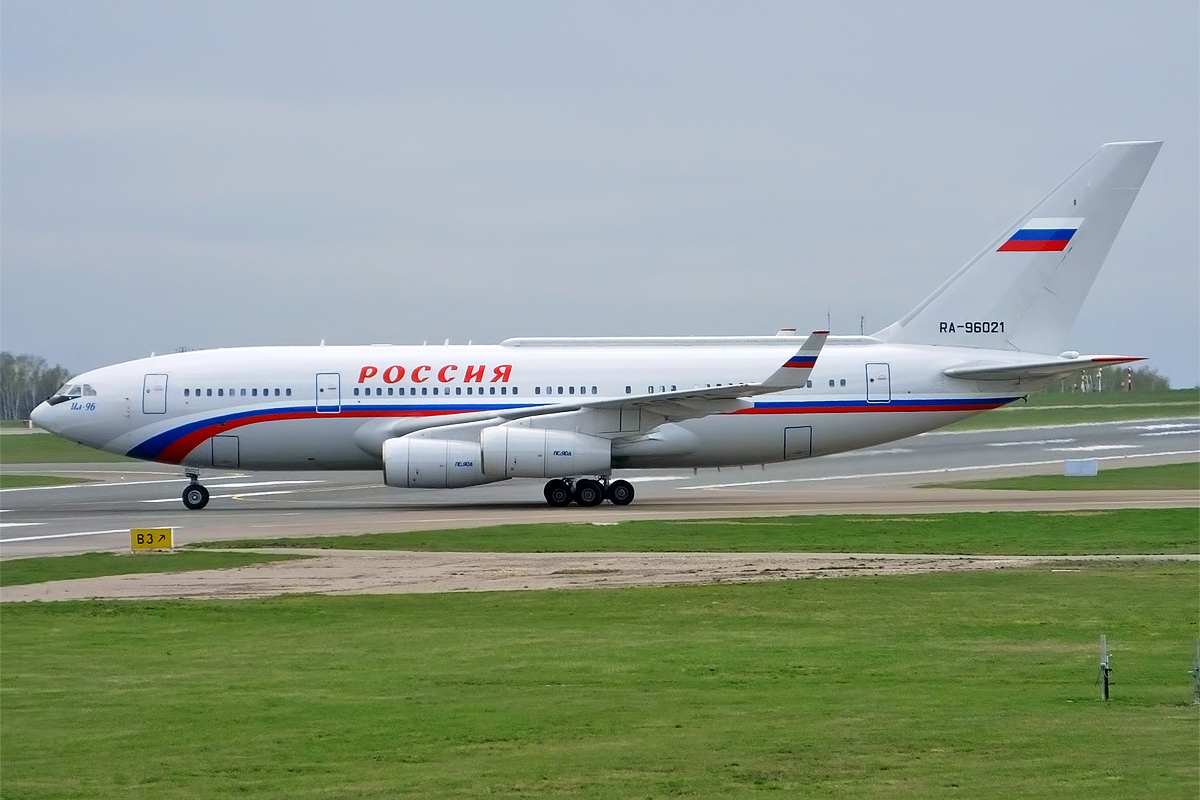
El Ilyushin Il-96-300PU de la aeroflota estatal Rossiya (“Rusia”) en el Aeropuerto Internacional de Moscú-Vnúkovo en 2015.

El avión presidencial ruso (en idioma local: Самолёт президента России, transliterado como Samoliot Prezidenta Rossii o académicamente como Samoljot Prezidenta Rossii) es la aeronave oficial que transporta al presidente de la Federación Rusa cuando este viaja al extranjero. Todos los aviones de la flota presidencial rusa son operados por la aerolínea estatal GTK Rossiya.

## Generalidades

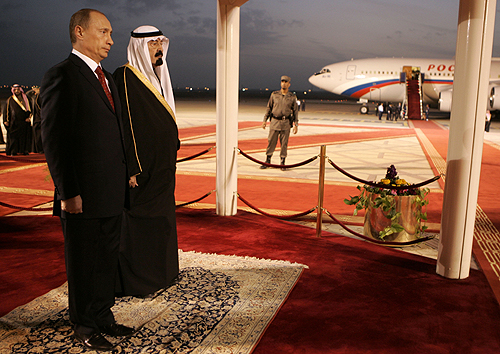
El avión presidencial ruso durante una visita de Estado del presidente Vladímir Putin a Arabia Saudita.

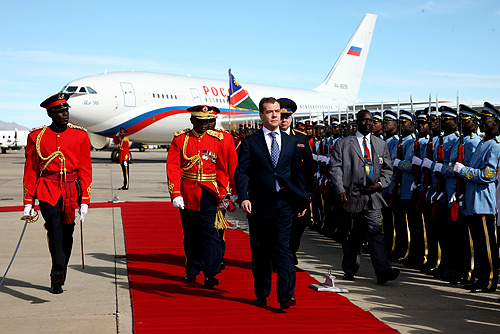
El expresidente ruso Dmitri Medvédev junto al avión presidencial en la nación africana de Namibia, el 26 de junio de 2009.

La principal aeronave usada para este cometido es un Ilyushin Il-96-300PU de fuselaje ancho (con unos 5,7 metros de anchura interna), el cual además tiene una longitud de 55,3 metros, una envergadura de 60,11 m, una gran autonomía de unos 11 500 kilómetros (equivalentes a unas 6210 millas náuticas), cuatro motores turbofán con un empuje unitario de unos 160 kN (unos 16 000 kilogramos-fuerza), además de una velocidad crucero de unos 900 km/h (unos 486 nudos)
No obstante, tal como sucede en el caso del avión presidencial estadounidense Boeing VC-25 o “Air Force One” respecto del B-747-200B en el que está originalmente basado, se trata de una versión altamente modificada en su interior respecto del Il-96-300 original, el cual tiene una capacidad máxima de 300 pasajeros en su configuración comercial convencional (capacidad que brinda un gran espacio para realizar adaptaciones). Las dos últimas letras cirílicas de su nombre son las iniciales de “Puesto de Comando” en idioma ruso.
Cuatro Il-96 modificados han sido usados como aviones presidenciales, siendo el primero de ellos usado por el primer presidente de la Rusia poscomunista, el ya fallecido Borís Yeltsin. Una característica poco conocida es el hecho de que el avión presidencial ruso, si bien es menor que su contraparte estadounidense (el Boeing VC-25 o B-747 modificado conocido como “Air Force One”) es el que tiene mayor envergadura del mundo entre este tipo de aeronaves
En 2005 la segunda aeronave fue usada por el mandatario Vladímir Putin. En 2010, el entonces tercer presidente, Dmitri Medvédev anunció que quería expandir la flota presidencial con dos aeronaves adicionales fabricadas por la fábrica de aviones localizada en la sudoccidental ciudad rusa de Vorónezh.
Antes el mandatario había utilizado otras aeronaves que no solo habían sido diseñadas sino también efectivamente fabricadas durante la anterior era soviética, tales como el Ilyushin Il-62, Tupolev Tu-154 y Yakovlev Yak-40. En particular la primera de ellas, con sus cuatro motores adosados cerca de la cola (dos en línea a cada lado del fuselaje) fue a partir de su primer vuelo en 1967 el estándar soviético de aeronave de largo alcance o gran autonomía (lo cual es una característica muy interesante para un avión presidencial).

## Descripción
El avión en cuestión es una versión altamente personalizada del Ilyushin Il-96 estándar, incluyendo varias modificaciones relacionadas al lujo y a la seguridad. Aunque los detalles técnicos más específicos acerca de la aeronave han sido mantenidos en secreto, se sabe que la misma incluye sistemas avanzados de telecomunicaciones (cifradas o codificadas) e incluso algún tipo de cápsula de escape. Esta última no requiere que los pasajeros usen paracaídas, aunque su diseño exacto es un secreto de estado.

## Diseño exterior e interior

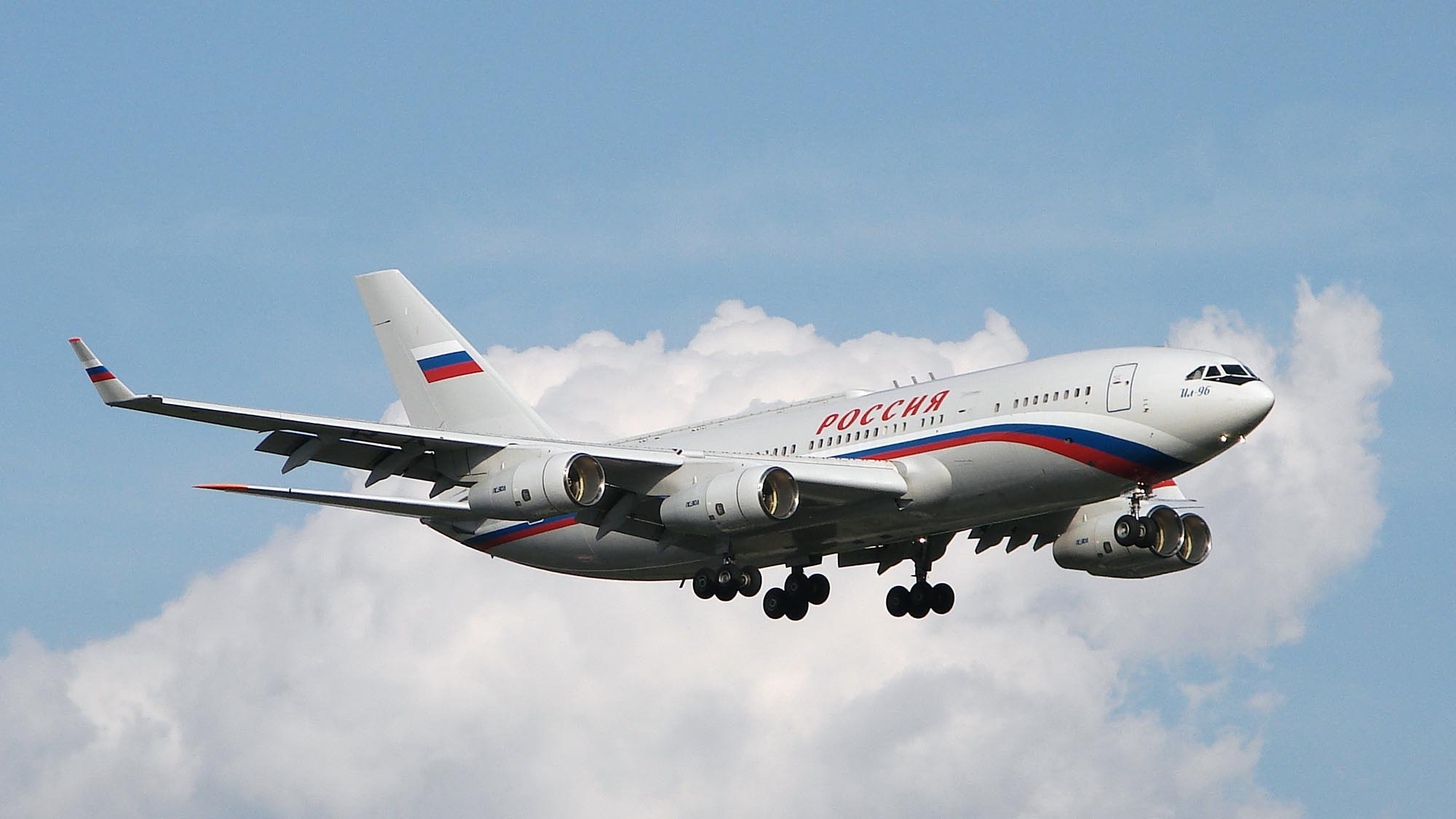
El Ilyushin Il-96-300 presidencial aterrizando en el aeropuerto de Vnúkovo en 2008.

La aeronave presidencial rusa está pintada con el mismo esquema o patrón de colores de las aeronaves comunes de la aerolínea Rossiya, a excepción del escudo de Rusia o el estandarte presidencial en la cola o el empenaje del avión, en lugar de la bandera de Rusia.
Los interiores de la aeronave están inspirados en el arte tradicional ruso. En mayo de 2002 trascendió que tales encajes habían sido fabricados en Inglaterra y que el mismo Vladímir Putin había personalmente inspeccionado los trabajos que se le estaban realizando en la fábrica de aviones de Vorónezh mientras se desempeñaba como primer ministro.

## Aeronaves de reemplazo
En noviembre de 2007 se informó que GTK Rossiya había elegido el moderno pero más pequeño Tupolev Tu-334 (de tamaño y configuración similar al birreactor estadounidense McDonnell Douglas MD-80) como eventual aeronave presidencial. En mayo de 2010 se reportó que el primer avión regional de pasajeros ruso de nueva generación, el Sukhoi Superjet 100 podría llegar a ser usado como avión presidencial en el futuro, a pesar de que el mismo también es bastante más pequeño que el cuatrirreactor Ilyushin Il-96. No obstante, se desconoce qué impacto real que tendrán estos informes.

## Cultura Popular
El avión presidencial ruso aparece en el videojuego Call of Duty: Modern Warfare 3 donde el presidente ruso Boris Vorshevsky viaja con el Servicio Federal de Protección para hacer la paz con los Estados Unidos pero es atacado por los hombres de Makarov haciendo que se estrellara en el suelo.